# ザンデール空港
ザンデール空港（Zinder Airport）は、ニジェールのザンデール州州都ザンデールにある空港。